# Sint-Jozefkapel (Simpelveld)

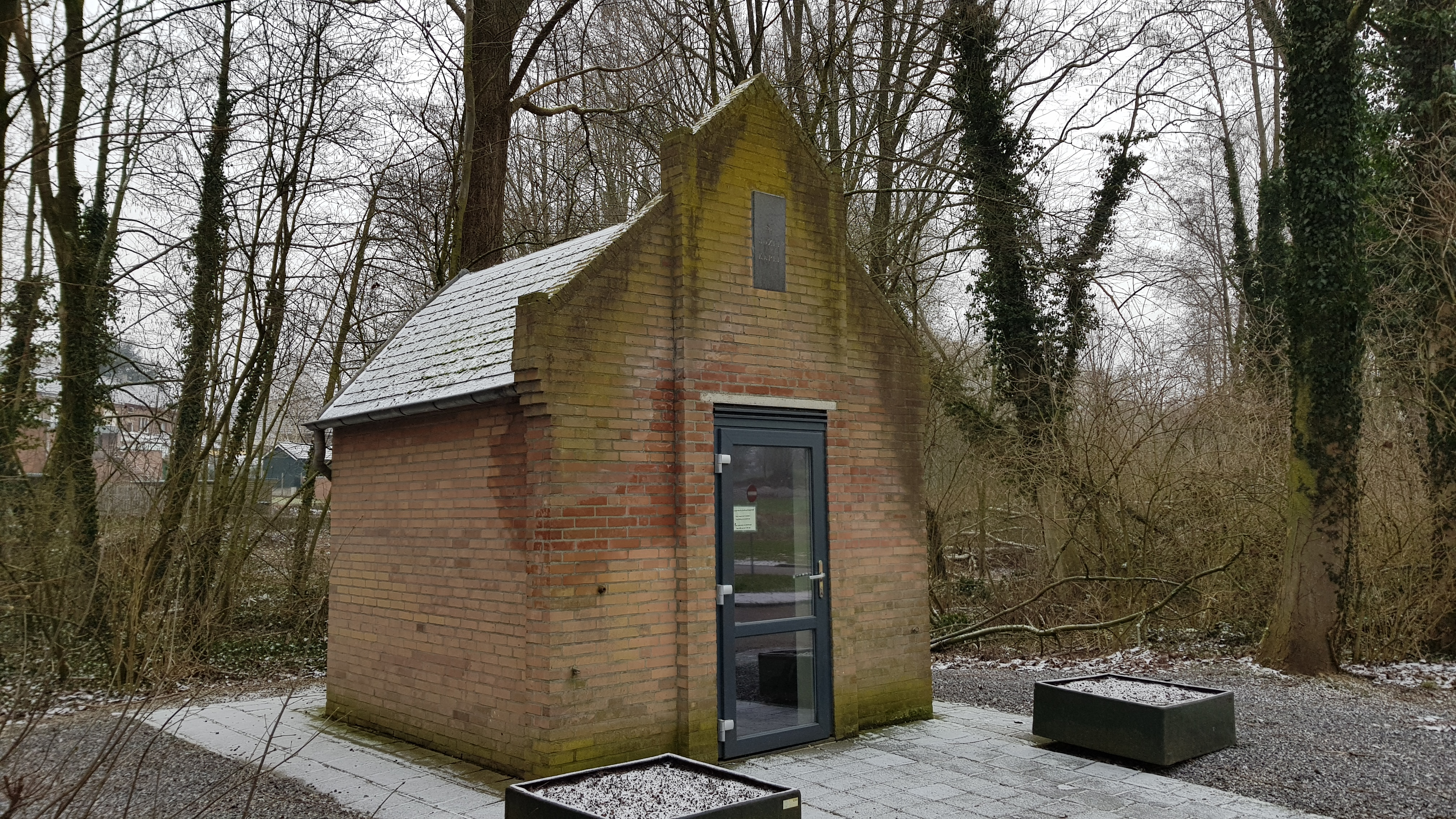
De Sint-Jozefkapel

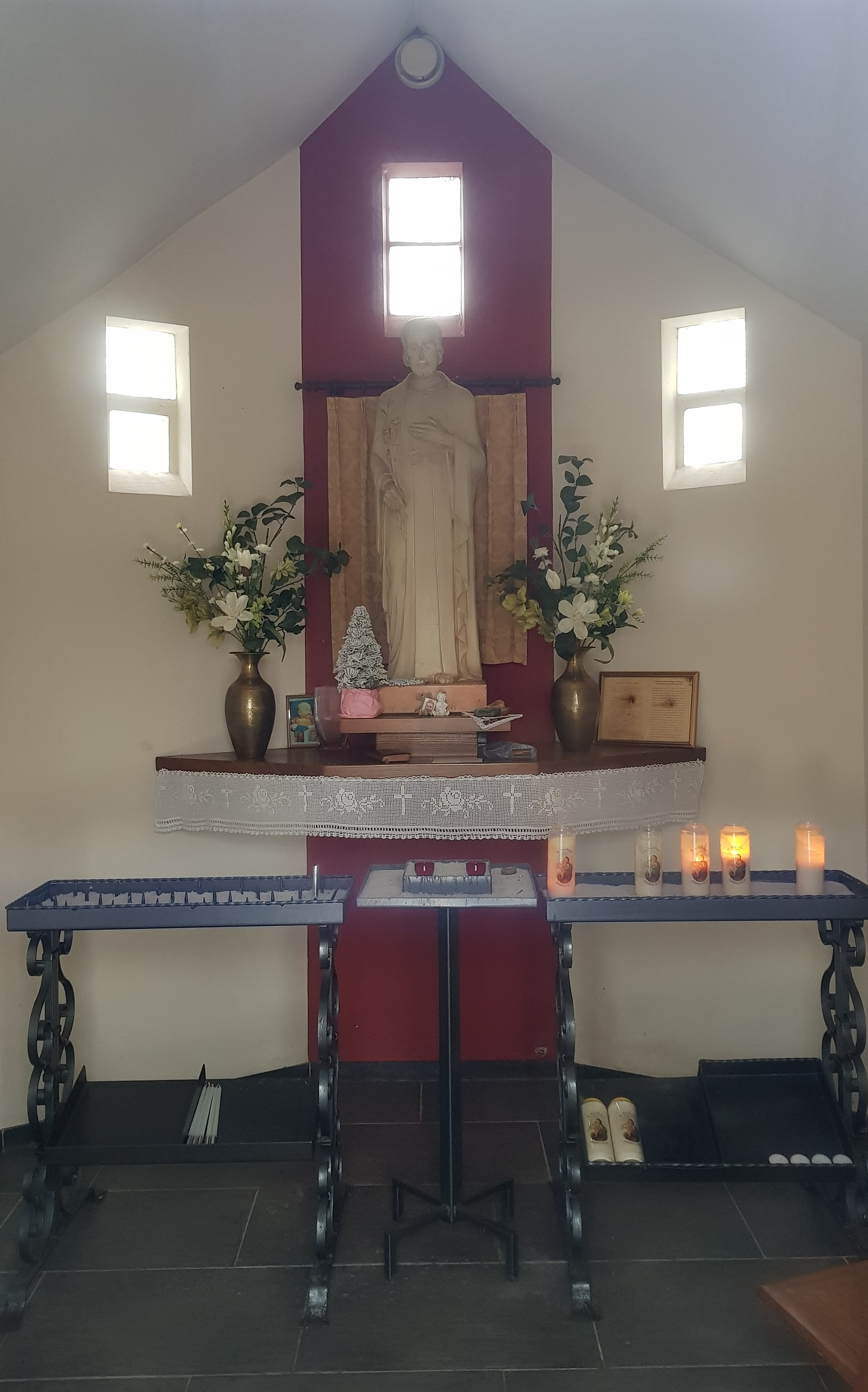
Interieur van de kapel

De Sint-Jozefkapel is een kapel in Simpelveld in de Nederlands Zuid-Limburgse gemeente Simpelveld. De kapel staat aan de westkant van het dorp aan de Brandstraat en aan de overzijde van de weg stroomt de Eyserbeek.
De kapel is gewijd aan Jozef van Nazareth.

## Geschiedenis
Onduidelijk is wanneer de kapel oorspronkelijk werd gebouwd, maar ze bestond in ieder geval in 1975 al.
Op 3 december 1994 vond de inzegening plaats van de kapel met het beeld.

## Bouwwerk
De bakstenen kapel is opgetrokken onder een zadeldak met leien en driezijdige koorsluiting. In de drie zijden van de achtergevel is elk een rechthoekig venster aangebracht. De frontgevel steekt boven het dak uit en het middendeel is risalerend en iets hoger. In de frontgevel bevindt zich de rechthoekige toegang die afgesloten wordt met een deur met glas. Hoog in de frontgevel is een hardsteen aangebracht met inscriptie:

ST
JOZEF
KAPEL

Van binnen is de kapel wit gestuukt. Het middelste vlak van de achterwand is rood geschilderd. Tegen de achterwand is een altaar geplaatst met daarop op een sokkel het Sint-Jozefbeeld. Op het altaar liggen diverse objecten die wijzen op kinderdevotie.
Het beeld in de kapel is afkomstig van de voormalige Sint Jozefschool aan de Kloosterstraat waar het beeld in de hal stond. Toen de school niet langer officieel katholiek was verhuisde het beeld naar de zolder waar het jarenlang bleef staan.